# Elche Club de Fútbol 2021-2022
Questa voce raccoglie le informazioni riguardanti l'Elche Club de Fútbol nelle competizioni ufficiali della stagione 2021-2022.

## Maglie e sponsor
| Casa | Trasferta | Terza maglia |

Sponsor ufficiale: TM Real estate group

Fornitore tecnico: Nike

## Organico

### Rosa
In corsivo i calciatori ceduti durante la stagione
| N. |                      | Ruolo | Calciatore          |
| -- | -------------------- | ----- | ------------------- |
| 1  | Spagna (bandiera)    | P     | Kiko Casilla        |
| 2  | Spagna (bandiera)    | C     | Gerard Gumbau       |
| 3  | Cile (bandiera)      | D     | Enzo Roco           |
| 4  | Spagna (bandiera)    | D     | Diego González      |
| 5  | Spagna (bandiera)    | D     | Gonzalo Verdú       |
| 6  | Spagna (bandiera)    | D     | Pedro Bigas         |
| 7  | Argentina (bandiera) | A     | Guido Carrillo      |
| 8  | Spagna (bandiera)    | C     | Raúl Guti           |
| 9  | Argentina (bandiera) | A     | Lucas Boyé          |
| 10 | Spagna (bandiera)    | A     | Pere Milla          |
| 11 | Spagna (bandiera)    | A     | Tete Morente        |
| 12 | Uruguay (bandiera)   | D     | Lucas Olaza         |
| 13 | Spagna (bandiera)    | P     | Edgar Badia         |
| 14 | Colombia (bandiera)  | D     | Helibelton Palacios |
| 15 | Argentina (bandiera) | C     | Javier Pastore      |
| 16 | Spagna (bandiera)    | C     | Fidel               |
| 17 | Spagna (bandiera)    | C     | Josan               |

| N. |                      | Ruolo | Calciatore       |
| -- | -------------------- | ----- | ---------------- |
| 18 | Argentina (bandiera) | A     | Darío Benedetto  |
| 18 | Argentina (bandiera) | A     | Ezequiel Ponce   |
| 19 | Spagna (bandiera)    | D     | Antonio Barragán |
| 20 | Argentina (bandiera) | A     | Pablo Piatti     |
| 21 | Spagna (bandiera)    | C     | Omar Mascarell   |
| 22 | Colombia (bandiera)  | D     | Johan Mojica     |
| 23 | Argentina (bandiera) | C     | Iván Marcone     |
| 24 | Spagna (bandiera)    | C     | Josema           |
| 24 | Spagna (bandiera)    | C     | Kike Pérez       |
| 25 | Argentina (bandiera) | P     | Axel Werner      |
| 26 | Spagna (bandiera)    | D     | John Donald      |
| 28 | Spagna (bandiera)    | P     | Lluis Andreu     |
| 29 | Spagna (bandiera)    | A     | Diego Bri        |
| 30 | Spagna (bandiera)    | C     | César Moreno     |
| 33 | Spagna (bandiera)    | C     | Jony Álamo       |
| 34 | Spagna (bandiera)    | C     | José Luis Friaza |

## Calciomercato

### Sessione estiva
| Acquisti         | Acquisti            | Acquisti            | Acquisti                   |
| R.               | Nome                | da                  | Modalità                   |
| ---------------- | ------------------- | ------------------- | -------------------------- |
| C                | Iván Marcone        | Boca Juniors        | definitivo (4 milioni €)   |
| A                | Lucas Boyé          | Torino              | definitivo (3 milioni €)   |
| D                | Johan Mojica        | Girona              | definitivo (1,2 milioni €) |
| C                | Omar Mascarell      | Schalke 04          | gratuito                   |
| C                | Lucas Pérez         | Alavés              | gratuito                   |
| D                | Enzo Roco           | Fatih Karagümrük    | gratuito                   |
| D                | Pedro Bigas         | Eibar               | gratuito                   |
| C                | Gerard Gumbau       | Girona              | gratuito                   |
| A                | Darío Benedetto     | Olympique Marsiglia | prestito                   |
| P                | Kiko Casilla        | Olympique Marsiglia | prestito                   |
| C                | Javier Pastore      |                     | svincolato                 |
| P                | Axel Werner         |                     | svincolato                 |
| Altre operazioni |                     |                     |                            |
| R.               | Nome                | da                  | Modalità                   |
| C                | Ramón Folch         | Tenerife            | fine prestito              |
| A                | Manu Justo          | Celta Vigo          | fine prestito              |
| D                | Mourad El Ghezouani | Alcoyano            | fine prestito              |

| Cessioni         | Cessioni                       | Cessioni         | Cessioni                   |
| R.               | Nome                           | da               | Modalità                   |
| ---------------- | ------------------------------ | ---------------- | -------------------------- |
| C                | Iván Marcone                   | Independiente    | definitivo (1,9 milioni €) |
| D                | Dani Calvo                     | Real Oviedo      | gratuito                   |
| C                | Omenuke Mfulu                  | Las Palmas       | gratuito                   |
| A                | Miguel Ángel Garrido Cifuentes | Ibiza            | gratuito                   |
| C                | Luismi                         | Real Oviedo      | gratuito                   |
| C                | Ramón Folch                    | Sabadell         | gratuito                   |
| A                | Manu Justo                     | Racing Santander | prestito                   |
| A                | Mourad El Ghezouani            | Alcoyano         | prestito                   |
| D                | José Salinas                   | Unionistas       | prestito                   |
| C                | Víctor Rodríguez Romero        |                  | svincolato                 |
| A                | Nino                           |                  | ritiro                     |
| Altre operazioni |                                |                  |                            |
| R.               | Nome                           | da               | Modalità                   |
| A                | Lucas Boyé                     | Torino           | fine prestito              |
| C                | Iván Marcone                   | Boca Juniors     | fine prestito              |
| P                | Paulo Gazzaniga                | Tottenham        | fine prestito              |
| D                | Johan Mojica                   | Girona           | fine prestito              |

### Sessione invernale
| Acquisti | Acquisti       | Acquisti        | Acquisti |
| R.       | Nome           | da              | Modalità |
| -------- | -------------- | --------------- | -------- |
| A        | Ezequiel Ponce | Spartak Mosca   | prestito |
| D        | Lucas Olaza    | Real Valladolid | prestito |
| C        | Kike Pérez     | Real Valladolid | prestito |

| Cessioni | Cessioni        | Cessioni            | Cessioni                |
| R.       | Nome            | da                  | Modalità                |
| -------- | --------------- | ------------------- | ----------------------- |
| C        | Lucas Pérez     | Cadice              | definitivo (200 mila €) |
| P        | Axel Werner     | Arsenal Sarandí     | prestito                |
| D        | Josema          | Real Valladolid     | prestito                |
| A        | Darío Benedetto | Olympique Marsiglia | fine prestito           |